# 王翼印度防御
王翼印度防御，簡稱KID，是國際象棋開局印度防禦的一種方式，走法為：
1.d4 Nf6 2.c4 g6
與古印度防禦差別在王翼印度防御黑方準備走堡壘象。